# Muévelo (canción de Sofia Reyes)
«Muévelo» es una canción de la cantante mexicana Sofía Reyes junto al rapero y cantante puertorriqueño Wisin. Esta canción fue el sencillo debut de Reyes, y lanzado después en digitalmente a través de la iTunes Store por Warner Music Latina el 22 de agosto de 2014.

## Vídeo musical
Fue lanzado a YouTube en canal de la artista una semana después y obtuvo más de 50 millones de reproducciones en sus primeros días. Actualmente tiene más de 60.

### Trama
Se realizó en un ambiente desértico y se muestra a la cantante junto con unos amigos que van en un coche por una carretera y después aparece Wisin con ella y cantan juntos hasta el final del video.

## Lista de canciones
- Descarga digital[5]

1. "Muévelo" - 3:32

## Listas musicales
| Lista (2015)                       | Mejor posición |
| ---------------------------------- | -------------- |
| Mexico (Billboard Mexican Airplay) | 18             |
| España (Top 100 Canciones)         | 13             |
| Estados Unidos (Hot Latin Songs)   | 25             |
| Estados Unidos (Latin Pop Airplay) | 18             |
| Estados Unidos (Latin Airplay)     | 40             |